# Joseph François Bénigne Julhien
Joseph François Bénigne Julhien, né le 25 février 1763 à Toulouse (Haute-Garonne), mort le 23 juillet 1818 à Mantoue (Italie), est un général français de la Révolution et de l’Empire.

## État des services
Il entre en service le 9 mai 1783, comme soldat au régiment d'Artois-infanterie, et il est congédié par ancienneté le 9 mai 1791. Le 24 septembre 1791, il reprend du service comme sergent-major au 1er bataillon de volontaires de Haute-Garonne, et il devient sous-lieutenant le 16 août 1792.  
Il est nommé lieutenant le 3 avril 1795, il devient aide de camp du général Saint-Hilaire en mars 1796, et du général Laharpe en avril 1796, à l’armée d’Italie. Le 16 octobre 1796, il passe au service de la République cisalpine comme chef de bataillon dans la Légion lombarde. Il est nommé adjudant-général chef de brigade le 25 février 1797.
Il est promu général de brigade le 5 juillet 1800, toujours en République cisalpine, et le 23 septembre 1800, il commande la 2e brigade d'infanterie de la division de la république. En janvier 1801, à la suite de la réorganisation de l'armée, il passe avec sa brigade dans la division du général Pino en Romagne.
En 1804, il commande la 1re brigade de la division du général Fiorella. Il participe à la campagne de 1809, il commande une brigade d’infanterie dans la division du général Fontanelli à l’aile gauche de la Grande armée, puis dans la division du général Rusca au Tyrol. Il est blessé le 24 juillet 1809, à Roveredo. Il est créé baron de l'Empire le 2 mars 1811, et en janvier 1812, il prend le commandement de Mantoue
De retour en France le 13 janvier 1815, il est confirmé dans son grade de général de brigade, et il est mis en non activité. Il est admis à la retraite le 29 octobre 1815.
Il meurt le 23 juillet 1818 à Mantoue.

## Dotation
- Le 15 août 1809, donataire d’une rente de 4 000 francs sur les biens réservés en Hanovre.

## Armoiries
| Figure | Nom du baron et blasonnement |
| ------ | --- |
|        | Armes du baron Joseph François Bénigne Julhien et de l'Empire, décret du 15 août 1809, lettres patentes du 2 mars 1811. Coupé au premier parti d'or et d'azur, au chevron de l'un en l'autre chargé de deux merlettes, l'une d'argent sur le côté dextre du chevron, l'autre de sable, sur le côté sénestre, au deuxième d'argent au rocher sommé d'une citadelle de sable : franc-quartier des barons tirés de l'armée brochant au neuvième de l'écu - Livrées : les couleurs de l'écu. |

## Sources
- (en) « Generals Who Served in the French Army during the Period 1789 - 1814: Eberle to Exelmans »
- Thierry Pouliquen, « Les généraux français et étrangers ayant servis [sic] dans la Grande Armée » (consulté le 3 février 2014)
- (pl) « Napoléon.org.pl »
- « La noblesse d’Empire » (consulté le 6 février 2014)
- Georges Six, Dictionnaire biographique des généraux & amiraux français de la Révolution et de l'Empire (1792-1814), Paris : Librairie G. Saffroy, 1934, 2 vol., p. 609-610
- Vicomte Révérend, Armorial du Premier Empire, tome 2, Honoré Champion, libraire, Paris, 1897, p. 356.

1. ↑  « https://francearchives.fr/fr/file/ad46ac22be9df6a4d1dae40326de46d8a5cbd19d/FRSHD_PUB_00000355.pdf »